# Frieleia halli
Frieleia halli är en armfotingsart som beskrevs av Dall 1895. Frieleia halli ingår i släktet Frieleia och familjen Frieleiidae. Inga underarter finns listade i Catalogue of Life.